# آزمایشگاه (بازی ویدئویی)
آزمایشگاه (به انگلیسی: The Lab) یک بازی ویدیویی واقعیت مجازی (VR) است که توسط ولو ساخته و در تاریخ ۵ آوریل ۲۰۱۶ برای مایکروسافت ویندوز منتشر شده‌است. بازی از فناوری VR برای نمایش یک سری تجربه در یک اتاق توپی استفاده می‌کند. بازی در دنیای درگاه جریان دارد و هشت نوع بازی مختلف کوتاه را ارائه می‌کند که از جنبه‌های مختلف قابلیت VR استفاده می‌کند.
بازی در کنفرانس توسعه‌دهندگان بازی سال ۲۰۱۶ به صورت پیش نمایش معرفی شد که نسخه آزمایشی آن شامل هشت بازی بود.